# Моріс ван Ранст
Моріс ван Ранст ( — ) — бельгійський вершник.
Олімпійський чемпіон 1920 року в командному вольтижуванні.